# Arteria cecal anterior
La arteria cecal anterior es una arteria que se origina en la arteria ileocólica. No presenta ramas.

## Distribución
Irriga la parte anterior del ciego.